# Associazione italiana di Psicologia
L’Associazione Italiana di Psicologia (sigla A.I.P.) fondata nel 1992, ha come soci gli psicologi che svolgono attività di ricerca e didattica, prevalentemente nelle Università e negli Enti di ricerca. È articolata in sezioni (Dinamica e Clinica, Organizzazione, Sociale, Sviluppo ed Educazione, Sperimentale) e conta oltre 2000 soci tra ordinari e affiliati. Ha sede a Roma presso l'Istituto di scienze e tecnologie della cognizione del CNR.

## Storia
L’Associazione Italiana di Psicologia raccoglie una eredità storica di associazionismo degli psicologi che inizia con la nascita, nel 1910, della Società Italiana di Psicologia (tuttora esistente come SIPs), il cui primo congresso si celebra nel 1911 a Torino. In realtà la creazione di una società di psicologia in Italia era stata pensata a Ginevra durante il 6º congresso internazionale del 1909, e il piano di fondazione era stato pubblicato nella Rivista di Psicologia fondata nel 1905 da Giulio Cesare Ferrari. Nello stesso anno si era tenuto a Roma il 5º congresso internazionale di psicologia ed erano state istituite tre cattedre di psicologia a Roma (De Sanctis), Napoli (Colucci) e Torino (Kiesow).

### Fondazione e statuto
L'AIP nasce il 18 giugno 1992 a Roma. I promotori che sottoscrivono l'atto costitutivo sono Luigia Camaioni, Dino Giovannini, Walter Gerbino, Gabriele Di Stefano, Fiorella Giusberti, Daniela Palomba, Vittorio Girotto, Cristina Burani, Anna Paola Ercolani.
Le finalità dell'Associazione sono definite nello Statuto iniziale come quasi integralmente riportato in quello attuale (poche le modifiche apportate in anni successivi rispetto alla formulazione originaria):
- promuovere l'attività di ricerca in Psicologia in ambito nazionale e internazionale, nonché favorire forme di coordinamento tra ricercatori psicologi dell'Università e degli altri Enti di ricerca;
- affrontare e discutere negli aspetti generali i problemi attinenti l'insegnamento della Psicologia, la sua definizione ed estensione come disciplina scientifica, la sua collocazione istituzionale;
- favorire, anche in collaborazione con organismi e associazioni affini, i contatti fra la ricerca psicologica e la realtà sociale e produttiva;
- promuovere la diffusione delle conoscenze e l'aggiornamento scientifico mediante l'organizzazione di riunioni, congressi, seminari, valorizzando la pluralità di approcci teorici metodologici che caratterizzano la psicologia;
- collaborare, in tutte le modalità e forme necessarie, con gli organi istituzionalmente preposti all'indirizzo e finanziamento della ricerca scientifica in Italia;
- collaborare, in tutte le modalità e forme necessarie, con gli organismi europei ed extraeuropei preposti alla promozione, guida e finanziamento della ricerca scientifica;
- sostenere la preparazione dei giovani ricercatori e ricercatrici, sia realizzando opportune occasioni formative sia attraverso forme di incentivazione e supporto.

La sede fu fin dall'inizio fissata presso l'Istituto di psicologia del CNR.
Inizialmente lo Statuto prevedeva quattro categorie di soci: ordinari, collettivi (altre Società o Enti interessati all'adesione), sostenitori (Enti o Società concorrenti a sostenere l'Associazione con finanziamenti e "altre facilitazioni", affiliati: "titolari di borse di studio, titoli di formazione post-laurea nel campo della psicologia, titolari di rapporti di lavoro a termine per svolgere attività di ricerca psicologica" (questi ultimi senza diritto di voto). Nel primo Statuto non si parla di Sezioni.
Il Consiglio Direttivo nello statuto iniziale è previsto da un minimo di 11 a un massimo di 21 membri, di durata triennale e una sola volta rieleggibili. Presidente, due vice-presidenti, segretario e tesoriere formano la Giunta.

### Attività e Congressi
Nel 1995 furono attivate le Sezioni di Psicologia Sociale e nel 1997 quelle di Psicologia Dinamica e Clinica. Venne anche istituita la Scuola estiva di metodologia di Bertinoro, mirata ad offrire l’opportunità a tutti gli studenti di dottorati di discipline psicologiche di fruire di insegnamenti specifici, mirati e di alto livello in metodologia e statistica, ovviando in tal mondo, almeno parzialmente, alle difficoltà delle singole sedi di offrire in maniera sistematica e continuativa tali insegnamenti.
Si tennero congressi annuali in sedi come Capri e Ravello, e furono anche istituiti dei premi per le tesi di dottorato.
Nel 1993 fu realizzata dalla commissione ricerca scientifica una indagine sulle “Linee di tendenza della ricerca psicologica in Italia” basata sui dati PsycInfo e pubblicata dalle edizioni TPM di Padova.
Nel 1995 nell'assemblea generale di Cesena, e poi i quella tenuta a Roma nell’aprile 1997 fu approvato il Codice etico della ricerca psicologica.
Fu sottoscritto l’accordo istitutivo dell’INPA (Italian Network of Psychological Associations), tentativo di riunire le forze della psicologia accademica e legata alla ricerca da un lato e della psicologia professionale dall’altro lato, per dare voce alla psicologia a livello europeo e internazionale. Firmarono l’accordo, oltre Remo Job per l’AIP, Pierangelo Sardi per il Consiglio dell’Ordine degli Psicologi, Mario Sellini per l’Associazione Unitaria Psicologi Italiani (AUPI), Vito Tummino per la Federazione Italiana Società di Psicologia (FISP). L’INPA rappresenta unitariamente l’Italia nell’EFPA, la Federazione Europea delle Associazioni di Psicologia.
Al fine di rafforzare i rapporti e le collaborazioni di ricerca internazionali e inter-disciplinari fu organizzato a Cardiff il Convegno congiunto fra l’Associazione Italiana di Psicologia, la Experimental Psychology Society inglese e la Sezione di Neuropsicologia della Società Italiana di Neurologia.
Nelle elezioni del 2000, dopo il rifiuto di assumere la presidenza da parte di Paola Ercolani che aveva avuto la maggioranza dei voti dei soci ma preferì continuare a coordinare la sezione di psicologia sperimentale, come presidente fu eletto dal comitato direttivo Carlo Umiltà (Università di Bologna), che fu poi confermato tre anni dopo, restando in carica fino al 2005. In quel periodo si tennero convegni ad Alghero (2000 e 2001), Bellaria-Rimini (2002), Bari (2003), Sciacca (2004) e Cagliari (2005).
Fu dato incremento alla scuola di metodologia di Bertinoro, e fu supportata al massimo la partecipazione di giovani ricercatori ai convegni internazionali.
Durante la presidenza, dal 2005 al 2008, di Roberto Nicoletti (Università di Bologna), fu studiato e per la prima volta implementato il sito web dell’AIP. Al convegno EFPA tenutosi a Praga venne proposta la candidatura della sede italiana; il convegno si tenne poi nel 2015 a Milano.  Ancora in quel periodo, fu istituita la nuova sezione di Psicologia del lavoro e dell’organizzazione.
Dal gennaio 2009 al dicembre 2014 fu presidente Roberto Cubelli (Università di Trento).
Le principali iniziative in quel periodo riguardarono l’organizzazione interna (revisione dello statuto, del regolamento e del codice etico). La struttura organizzativa è cambiata, trasformando l’AIP in associazione unitaria articolata in sezioni. I coordinatori delle sezioni sono diventati membri del direttivo nazionale; alle sezioni sono stati affidati tutti i compiti scientifici da svolgere in autonomia; l'esecutivo di ogni sezione è stato pensato sia come una commissione scientifica responsabile di progetti formativi, eventi congressuali ed elaborazione teorica, sia come strumento per promuovere il dibattito e far circolare le informazioni.
Il Congresso di Chieti 2012 per la celebrazione dei 20 anni di vita dell'associazione raccolse tutte le sezioni con 1400 partecipanti, e fu incentrato sui rapporti fra scienze psicologica e società.
L'AIP ha promosso e consolidato le relazioni con gli interlocutori istituzionali (tra cui l’Ordine degli Psicologi) ed ha attuato numerosi interventi pubblici su temi di attualità e interesse scientifico, come ad esempio, razzismo e sessismo, omosessualità, QI e Italia meridionale, adozioni e famiglia monoparentale, sperimentazione animale.
Dal dicembre 2014 al dicembre 2017, durante la presidenza di Fabio Lucidi (Università di Roma Sapienza), sono state incrementate le scuole metodologiche e le iniziative promosse per i giovani ricercatori, è stato approvato un gruppo riservato ai ricercatori nelle prime fasi di carriera. Sono stati promossi gruppi di lavoro tematici, per favorire l’interscambio tra soci iscritti a sezioni differenti.
In collaborazione tra AIP e Istituto di scienze e tecnologie della cognizione (ISTC) del CNR è stato organizzato un convegno nel settembre 2016 con numerosi interventi e confronti tra scienziati e personalità di vertice di istituzioni nazionali ed internazionali che operano in settori strategici nei servizi alla società. Un’altra iniziativa si è svolta nell'ottobre 2017 presso il Senato della Repubblica, per discutere degli scenari di cambiamento associati ai processi di automazione e all'intelligenza artificiale nel mondo del lavoro e della vita quotidiana e a definire il contributo che la ricerca psicologica può offrire in questi scenari.
La costante ricerca del coordinamento delle azioni AIP con i naturali interlocutori in rappresentanza della professione e delle strutture accademiche si è concretizzata nel continuo dialogo con la Consulta della Psicologia Accademica e con l’Ordine degli Psicologi, mediante il tavolo tecnico “Università”.
L’AIP porta avanti la rappresentanza della comunità dei docenti e ricercatori di tutti i settori delle discipline psicologiche presso il CUN, l’ANVUR e i ministeri di riferimento, dell’Università e della Salute dopo il passaggio della vigilanza di quest’ultimo sulla professione psicologica, sancita nel 2018.
L’Associazione si è inoltre assunta la rappresentanza dei contenuti del dibattito scientifico presso le Istituzioni sui temi di interesse per la psicologia: ha presentato propri documenti sui temi della formazione degli insegnanti all'interno della legge sulla cosiddetta “Buona Scuola” e sulla figura dello psicologo scolastico, a sull'adozione del configlio. Dati sulla ricerca psicologica sono stati presentati in dibattiti parlamentari sull'invecchiamento, sulle migrazioni, sulle nuove tecnologie.
L’AIP si è impegnata nell'organizzazione del programma scientifico del XIV Congresso Europeo di Psicologia, organizzato dall’INPA dal 7 al 10 Luglio 2015 a Milano, presso la sede della Bicocca. L’assemblea generale EFPA che si è tenuta al termine del Congresso ha visto l’elezione della candidata italiana Bruna Zani nel Comitato Esecutivo EFPA.
Da dicembre 2017 al 2022 presidente dell’Associazione è stato Santo Di Nuovo, dell’Università di Catania. Successivamente è subentrato a partire da gennaio 2024 il professore ordinario dell'Università del Salento, Sergio Salvatore.
Oltre alla continuazione dell’impegno che riguarda le iniziative delle Sezioni, le scuole di metodologia, le occasioni di internazionalizzazione, ed i rapporti con altri Enti ed Agenzie esterne, una attenzione specifica viene rivolta alla riorganizzazione societaria, alla costituzione di nuovi gruppi di lavoro interni in grado di produrre documenti da proporre ai mezzi di comunicazione sociale, e alla valorizzazione della storia della psicologia italiana per cogliere gli aspetti metodologici utili per la programmazione del futuro della ricerca e delle sue applicazioni nei vari settori di utilità sociale.
Dal 2018 l’AIP è stata riconosciuta dal Ministero della Salute  all'interno dell’elenco delle società scientifiche delle professioni sanitarie in attuazione della legge 24/2017  e del DM 2.8.2017.
La Società continua a crescere come numerosità e partecipazione di soci e come quantità e qualità di rapporti esterni, a tutela della crescita della psicologia come scienza e come formazione e della sua presenza attiva nel dibattito sui temi di attualità che attraversano la cultura contemporanea.

## Iniziative e contributi
Nel 2020, durante la pandemia da CoViD-19, l'AIP ha prodotto un documento sul ruolo della psicologia, nelle sue diverse articolazioni di intervento, nel contrasto alle conseguenze psico-sociali dell'epidemia e nelle fasi successive di ripresa delle attività dopo il forzato isolamento.